# Tottenham Hotspur Football Club 2013-2014
Questa pagina raccoglie i dati riguardanti il Tottenham Hotspur Football Club nelle competizioni ufficiali della stagione 2013-2014.

## Stagione

### Premier League

#### Girone di andata
La prima giornata della Premier League 2013-14 vede il Tottenham di Villas-Boas affrontare al Selhurst Park il Crystal Palace. La partita viene decisa da Soldado su rigore, a cinque minuti dalla ripresa. Nella seconda la squadra trionfa sempre grazie ad un tiro dagli undici metri dello spagnolo in casa contro lo Swansea City, mentre nella partita successiva gli Spurs perdono 1-0 il North London Derby contro l'Arsenal. In seguito due vittorie consecutive (contro Norwich e Cardiff) e un pari prestigioso (1-1) a fine settembre contro il Chelsea consolidano il secondo posto. Il 6 ottobre questo periodo di risultati positivi viene interrotto dalla brutta sconfitta in casa per 0-3 contro il West Ham. Successivamente arrivano a fine mese due vittorie di fila che fanno riportare gli Spurs in zona Champions. A novembre però la squadra di Villas-Boas cade addirittura in nona posizione complici uno scialbo pareggio senza reti contro l'Everton, una sconfitta di misura in casa contro il Newcastle e soprattutto la disfatta per 6-0 all'Etihad contro il Manchester City. Dal pareggio (1-1) contro il Manchester United del 1º dicembre sembra riprendersi e grazie a due vittorie, entrambe per 2-1, nelle rispettive trasferte contro Fulham e Sunderland, ritornando in zona UEFA. Il 15 dicembre però subisce una tremenda sconfitta per 0-5 al White Hart Lane contro il Liverpool che costringe la dirigenza ad esonerare il giorno dopo Villas-Boas e ad assumere Tim Sherwood. Il neo-allenatore comincia subito bene con una vittoria contro il Southampton e, dopo il pareggio per 1-1 contro il West Bromwich, ingrana quattro vittorie di fila che riportano il Tottenham quinto in classifica.

#### Girone di ritorno
La serie di quattro successi consecutivi viene interrotta il 29 gennaio 2014, alla 23 giornata, quando il Tottenham cade in casa contro il Manchester City per 1-5. Segue un pareggio e due vittorie di fila che riportano la squadra al quinto posto. A marzo il rendimento è altalenante: arrivano due vittorie e tre sconfitte, tra cui due pesanti 0-4 subiti contro Chelsea e Liverpool. Con ormai l'obiettivo della Champions sfumato, gli Spurs cercano di consolidare almeno una posizione in zona UEFA, arrivando a vincere quattro degli ultimi sei match di campionato. A fine campionato la squadra di Sherwood si piazza al sesto posto, a cinque punti dai campioni in carica del Manchester United e si qualifica così per i play-off di Europa League.

### FA Cup
Il 4 gennaio 2014 il Tottenham viene sconfitto 0-2 dai rivali dell'Arsenal all'Emirates, uscendo dalla Coppa d'Inghilterra ai trentaduesimi di finale.

### EFL Cup
Il 24 settembre 2013 il Tottenham passa agevolmente per 0-4 sull'Aston Villa a Birmingham, prima di superare in casa l'Hull City ai rigori agli ottavi di finale. Il 18 dicembre gli Spurs interrompono il loro cammino in Coppa di Lega al turno successivo, perdendo in casa per 1-2 contro il West Ham.

### Europa League
Passato agevolmente il turno preliminare contro la Dinamo Tbilisi (8-0 il punteggio cumulativo), il Tottenham viene sorteggiato nel girone K di Europa League assieme ad Anzhi, Sheriff e Tromsø. Il gruppo si rivela privo di insidie per gli Spurs, tanto che vincono sei partite su sei, risultando l'unica squadra a punteggio pieno della manifestazione assieme al Salisburgo.
Ai sedicesimi affrontano da teste di serie il Dnipro. Sconfitti 1-0 in Ucraina nel match d'andata del 20 febbraio 2014, gli uomini di Sherwood ribaltano lo svantaggio la settimana dopo trionfando 3-1 a White Hart Lane. Agli ottavi gli Spurs trovano i vicecampioni in carica del Benfica. All'andata a Londra i padroni di casa perdono 1-3, mentre al ritorno al da Luz non vanno oltre il 2-2 contro i portoghesi, futuri finalisti della manifestazione.

## Maglie e sponsor
Lo sponsor tecnico è Under Armour, mentre quelli ufficiali sono HP per le partite di campionato e AIA per le partite di coppa.
| Casa | Trasferta | Terza divisa |

## Organigramma societario
Aggiornato al 16 dicembre 2013
Area direttiva
- Proprietario: Joe Lewis
- Presidente esecutivo: Daniel Levy
- Direttore commerciale: Matthew Collecott
- Direttori non esecutivi: Sir Keith Mills, Kevan Watts
- Direttore tecnico: Franco Baldini[1]

Area tecnica
- Manager: André Villas-Boas (fino al 16 dicembre[2])
Tim Sherwood (dal 16 dicembre[3])
- Assistente Manager: Steffen Freund
- Allenatore: Luìs Martins (fino al 16 dicembre[3])
- Assistente allenatore: Tim Sherwood (fino al 16 dicembre[3])
- Preparatore Atletico: Josè Mario Rocha (fino al 16 dicembre[3])
- Allenatore portieri: Tony Parks
- Allenatore attaccanti: Les Ferdinand

## Rosa
Rosa, numerazione e ruoli, tratti dal sito ufficiale, sono aggiornati al 31 gennaio 2014.
| N. |                        | Ruolo | Calciatore        |
| -- | ---------------------- | ----- | ----------------- |
| 1  | Brasile (bandiera)     | P     | Heurelho Gomes    |
| 2  | Inghilterra (bandiera) | D     | Kyle Walker       |
| 3  | Inghilterra (bandiera) | D     | Danny Rose        |
| 4  | Francia (bandiera)     | D     | Younes Kaboul     |
| 5  | Belgio (bandiera)      | D     | Jan Vertonghen    |
| 6  | Romania (bandiera)     | D     | Vlad Chiricheș    |
| 7  | Inghilterra (bandiera) | C     | Aaron Lennon      |
| 8  | Brasile (bandiera)     | C     | Paulinho          |
| 9  | Spagna (bandiera)      | A     | Roberto Soldado   |
| 10 | Togo (bandiera)        | A     | Emmanuel Adebayor |
| 11 | Argentina (bandiera)   | C     | Erik Lamela       |
| 15 | Francia (bandiera)     | C     | Étienne Capoue    |
| 16 | Inghilterra (bandiera) | D     | Kyle Naughton     |
| 17 | Inghilterra (bandiera) | C     | Andros Townsend   |

| N. |                        | Ruolo | Calciatore        |
| -- | ---------------------- | ----- | ----------------- |
| 19 | Belgio (bandiera)      | C     | Moussa Dembélé    |
| 20 | Inghilterra (bandiera) | D     | Michael Dawson    |
| 21 | Belgio (bandiera)      | C     | Nacer Chadli      |
| 22 | Islanda (bandiera)     | C     | Gylfi Sigurðsson  |
| 23 | Danimarca (bandiera)   | C     | Christian Eriksen |
| 24 | Stati Uniti (bandiera) | P     | Brad Friedel      |
| 25 | Francia (bandiera)     | P     | Hugo Lloris       |
| 30 | Brasile (bandiera)     | C     | Sandro            |
| 35 | Inghilterra (bandiera) | D     | Ezekiel Fryers    |
| 37 | Inghilterra (bandiera) | A     | Harry Kane        |
| 39 | Inghilterra (bandiera) | C     | Alex Pritchard    |
| 42 | Francia (bandiera)     | C     | Nabil Bentaleb    |
| 51 | Serbia (bandiera)      | D     | Miloš Veljković   |

### Giocatori ceduti a stagione in corso
| N. |                        | Ruolo | Calciatore    |
| -- | ---------------------- | ----- | ------------- |
| 6  | Inghilterra (bandiera) | C     | Scott Parker  |
| 11 | Galles (bandiera)      | C     | Gareth Bale   |
| 14 | Germania (bandiera)    | C     | Lewis Holtby  |
| 18 | Inghilterra (bandiera) | A     | Jermain Defoe |

| N. |                        | Ruolo | Calciatore          |
| -- | ---------------------- | ----- | ------------------- |
| 28 | Inghilterra (bandiera) | C     | Thomas Carroll      |
| 32 | Camerun (bandiera)     | D     | Benoît Assou-Ekotto |
| 41 | Inghilterra (bandiera) | A     | Shaquile Coulthirst |
| 43 | Inghilterra (bandiera) | D     | Ryan Fredericks     |

## Calciomercato

### Sessione estiva(dall'1/7 al 2/9)
| Acquisti         | Acquisti             | Acquisti         | Acquisti                      |
| R.               | Nome                 | da               | Modalità                      |
| ---------------- | -------------------- | ---------------- | ----------------------------- |
| C                | Paulinho             | Corinthians      | definitivo (19,725 milioni €) |
| C                | Nacer Chadli         | Twente           | definitivo (7 milioni €)      |
| A                | Roberto Soldado      | Valencia         | definitivo (30 milioni €)     |
| C                | Étienne Capoue       | Tolosa           | definitivo (11 milioni €)     |
| D                | Vlad Chiricheș       | Steaua Bucarest  | definitivo (9,5 milioni €)    |
| C                | Erik Lamela          | Roma             | definitivo (30 milioni €)     |
| C                | Christian Eriksen    | Ajax             | definitivo (13,5 milioni €)   |
| D                | Danny Rose           | Sunderland       | fine prestito                 |
| C                | Andros Townsend      | QPR              | fine prestito                 |
| Altre operazioni |                      |                  |                               |
| R.               | Nome                 | da               | Modalità                      |
| D                | Bongani Khumalo      | PAOK             | fine prestito                 |
| C                | Ryan Fredericks      | Brentford        | fine prestito                 |
| D                | Adam Smith           | Millwall         | fine prestito                 |
| C                | Iago Falqué          | Almería          | fine prestito                 |
| A                | Souleymane Coulibaly | Grosseto         | fine prestito                 |
| C                | Alex Pritchard       | Peterborough Utd | fine prestito                 |
| P                | Heurelho Gomes       | Hoffenheim       | fine prestito                 |
| C                | Ryan Mason           | Lorient          | fine prestito                 |
| C                | Simon Dawkins        | Aston Villa      | fine prestito                 |
| C                | Tomislav Gomelt      | Espanyol         | fine prestito                 |
| C                | David Bentley        | Blackburn        | fine prestito                 |
| A                | Harry Kane           | Leicester City   | fine prestito                 |
| A                | Jonathan Obika       | Charlton         | fine prestito                 |
| C                | John Bostock         | Toronto FC       | fine prestito                 |
| P                | Jonathan Miles       | Dag & Red        | fine prestito                 |
| D                | Kevin Stewart        | Crewe Alexandra  | fine prestito                 |
| C                | Massimo Luongo       | Swindon Town     | fine prestito                 |
| C                | Dean Parrett         | Swindon Town     | fine prestito                 |
| D                | Nathan Byrne         | Swindon Town     | fine prestito                 |

| Cessioni         | Cessioni            | Cessioni         | Cessioni                         |
| R.               | Nome                | a                | Modalità                         |
| ---------------- | ------------------- | ---------------- | -------------------------------- |
| D                | William Gallas      |                  | svincolato                       |
| D                | Steven Caulker      | Cardiff City     | definitivo (9,15 milioni €)      |
| A                | Clint Dempsey       | Seattle Sounders | definitivo (6,8 milioni €)       |
| C                | Tom Huddlestone     | Hull City        | definitivo (5,8 milioni €)       |
| C                | Jake Livermore      | Hull City        | prestito oneroso (0,3 milioni €) |
| C                | Scott Parker        | Fulham           | definitivo (4,5 milioni €)       |
| C                | Gareth Bale         | Real Madrid      | definitivo (100 milioni €)       |
| D                | Benoît Assou-Ekotto | QPR              | prestito                         |
| C                | Thomas Carroll      | QPR              | prestito                         |
| Altre operazioni |                     |                  |                                  |
| R.               | Nome                | da               | Modalità                         |
| D                | Jack Barthram       |                  | svincolato                       |
| C                | John Bostock        |                  | svincolato                       |
| C                | David Bentley       |                  | svincolato                       |
| C                | Jack Munns          |                  | svincolato                       |
| C                | Jake Nicholson      |                  | svincolato                       |
| C                | Dean Parrett        |                  | svincolato                       |
| C                | Massimo Luongo      | Swindon Town     | prestito                         |
| D                | Grant Hall          | Swindon Town     | prestito                         |
| C                | Alex Pritchard      | Swindon Town     | prestito                         |
| D                | Nathan Byrne        | Swindon Town     | definitivo                       |
| C                | Ryan Mason          | Swindon Town     | prestito                         |
| D                | Adam Smith          | Derby County     | prestito                         |
| D                | Bongani Khumalo     | Doncaster        | prestito                         |
| C                | Iago Falqué         | Rayo Vallecano   | prestito                         |
| C                | Massimo Luongo      | Swindon Town     | definitivo (0,47 milioni €)      |

### Trasferimenti tra le due sessioni
| Acquisti | Acquisti | Acquisti | Acquisti |
| R.       | Nome     | da       | Modalità |
| -------- | -------- | -------- | -------- |

| Cessioni | Cessioni           | Cessioni     | Cessioni                |
| R.       | Nome               | a            | Modalità                |
| -------- | ------------------ | ------------ | ----------------------- |
| A        | Cristian Ceballos  | Arouca       | prestito                |
| C        | Simon Dawkins      | Derby County | prestito (fino al 3/1)  |
| P        | Lawrence Vigouroux | Hyde         | prestito (fino al 24/1) |

### Sessione invernale(dal 3/1 al 31/1)
| Acquisti | Acquisti           | Acquisti | Acquisti      |
| R.       | Nome               | da       | Modalità      |
| -------- | ------------------ | -------- | ------------- |
| P        | Lawrence Vigouroux | Hyde     | fine prestito |

| Cessioni | Cessioni            | Cessioni      | Cessioni                                    |
| R.       | Nome                | a             | Modalità                                    |
| -------- | ------------------- | ------------- | ------------------------------------------- |
| C        | Simon Dawkins       | Derby County  | definitivo (0,575 milioni €)                |
| A        | Shaquile Coulthirst | Leyton Orient | prestito (fino al 3/2)                      |
| A        | Jonathan Obika      | Brighton      | prestito (fino al 17/3)                     |
| A        | Jermain Defoe       | Toronto FC    | definitivo (effettivo dal 28/2) (7,3 mln €) |
| C        | Ryan Fredericks     | Millwall      | prestito                                    |
| D        | Adam James Smith    | Bournemouth   | definitivo                                  |
| C        | Lewis Holtby        | Fulham        | prestito                                    |

### Trasferimenti dopo la sessione invernale
| Acquisti | Acquisti            | Acquisti      | Acquisti             |
| R.       | Nome                | da            | Modalità             |
| -------- | ------------------- | ------------- | -------------------- |
| A        | Shaquile Coulthirst | Leyton Orient | fine prestito        |
| A        | Jonathan Obika      | Brighton      | risoluzione prestito |

| Cessioni | Cessioni            | Cessioni     | Cessioni                      |
| R.       | Nome                | a            | Modalità                      |
| -------- | ------------------- | ------------ | ----------------------------- |
| P        | Jonathan Miles      | Whitehawk    | prestito (fino all'8/4)       |
| A        | Jonathan Obika      | Charlton     | prestito                      |
| C        | Grant Ward          | Chicago Fire | prestito (fino a fine luglio) |
| A        | Shaquile Coulthirst | Torquay Utd  | prestito                      |

## Risultati

### Barclays Premier League
| Arbitro: | Mark Clattenburg |

|  |           |                    |
|  | Marcatori | 50’ (rig.) Soldado |

| Arbitro: | Neil Swarbrick |

|                    |           |  |
| Soldado 58’ (rig.) | Marcatori |  |

| Arbitro: | Michael Oliver |

|            |           |  |
| Giroud 23’ | Marcatori |  |

| Arbitro: | Lee Mason |

|                     |           |  |
| Sigurðsson 28’, 49’ | Marcatori |  |

| Arbitro: | Mark Clattenburg |

|  |           |                |
|  | Marcatori | 90+3’ Paulinho |

| Arbitro: | Mike Dean |

|                |           |           |
| Sigurðsson 19’ | Marcatori | 65’ Terry |

| Arbitro: | Lee Probert |

|  |           |                                  |
|  | Marcatori | 66’ Reid 72’ Vaz Tê 79’ Morrison |

| Arbitro: | Phil Dowd |

|  |           |                          |
|  | Marcatori | 31’ Townsend 69’ Soldado |

| Arbitro: | Oliver |

|                    |           |  |
| Soldado 80’ (rig.) | Marcatori |  |

| Liverpool 3 novembre 2013, ore 14:30 CET 10ª giornata | Everton | 0 – 0 referto | Tottenham | Goodison Park (38.378 spett.)\| Arbitro: \| Friend \| |
| Arbitro:                                              | Friend  |               |           |                                                       |

| Arbitro: | Foy |

|  |           |          |
|  | Marcatori | 13’ Rémy |

| Arbitro: | Webb |

|                                                                  |           |  |
| J. Navas 1’, 90+1’ Sandro 34’ (aut.) Agüero 41’, 50’ Negredo 55’ | Marcatori |  |

| Arbitro: | Dean |

|                       |           |                        |
| Walker 18’ Sandro 54’ | Marcatori | 32’, 57’ (rig.) Rooney |

| Arbitro: | Clattenburg |

|             |           |                          |
| Dejagah 56’ | Marcatori | 73’ Chiricheș 82’ Holtby |

| Arbitro: | Lee Mason |

|             |           |                                |
| Johnson 37’ | Marcatori | 43’ Paulinho 50’ (aut.) O'Shea |

| Arbitro: | Jonathan Moss |

|  |           |                                                         |
|  | Marcatori | 18’, 84’ Suárez 40’ Henderson 75’ Flanagan 89’ Sterling |

| Arbitro: | Chris Foy |

|                         |           |                                       |
| Lallana 13’ Lambert 59’ | Marcatori | 25’, 64’ Adebayor 54’ (aut.) Hooiveld |

| Arbitro: | Anthony Taylor |

|             |           |            |
| Eriksen 36’ | Marcatori | 38’ Olsson |

| Arbitro: | Kevin Friend |

|                                           |           |  |
| Soldado 37’ (rig.) Dembélé 65’ Lennon 69’ | Marcatori |  |

| Arbitro: | Howard Webb |

|             |           |                          |
| Welbeck 67’ | Marcatori | 34’ Adebayor 66’ Eriksen |

| Arbitro: | Michael Oliver |

|                       |           |  |
| Eriksen 50’ Defoe 72’ | Marcatori |  |

| Arbitro: | Martin Atkinson |

|          |           |                                    |
| Bony 78’ | Marcatori | 35’, 71’ Adebayor 53’ (aut.) Chico |

| Arbitro: | Andre Marriner |

|            |           |                                                                  |
| Capoue 59’ | Marcatori | 15’ Agüero 51’ (rig.) Y. Touré 53’ Džeko 78’ Jovetić 89’ Kompany |

| Arbitro: | Anthony Taylor |

|          |           |              |
| Long 12’ | Marcatori | 61’ Paulinho |

| Arbitro: | Mark Clattenburg |

|              |           |  |
| Adebayor 65’ | Marcatori |  |

| Arbitro: | Neil Swarbrick |

|  |           |                                           |
|  | Marcatori | 19’, 82’ Adebayor 53’ Paulinho 88’ Chadli |

| Arbitro: | Craig Pawson |

|               |           |  |
| Snodgrass 47’ | Marcatori |  |

| Arbitro: | Phil Dowd |

|             |           |  |
| Soldado 28’ | Marcatori |  |

| Arbitro: | Michael Oliver |

|                                         |           |  |
| Eto'o 56’ Hazard 60’ (rig.) Ba 88’, 89’ | Marcatori |  |

| Arbitro: | Mike Dean |

|  |           |            |
|  | Marcatori | 2’ Rosický |

| Arbitro: | Anthony Taylor |

|                                   |           |                           |
| Eriksen 31’, 46’ Sigurðsson 90+2’ | Marcatori | 19’ Rodriguez 28’ Lallana |

| Arbitro: | Phil Dowd |

|                                                        |           |  |
| Kaboul 2’ (aut.) Suárez 25’ Coutinho 55’ Henderson 75’ | Marcatori |  |

| Arbitro: | Lee Mason |

|                                                         |           |                |
| Adebayor 28’, 86’ Kane 59’ Eriksen 78’ Sigurðsson 90+2’ | Marcatori | 17’ Cattermole |

| Arbitro: | Neil Swarbrick |

|                                 |           |                                          |
| Vydra 1’ Brunt 4’ Sessègnon 31’ | Marcatori | 34’ (aut.) Olsson 70’ Kane 90+4’ Eriksen |

| Arbitro: | Probert |

|                                  |           |             |
| Paulinho 35’ Kane 48’ Kaboul 62’ | Marcatori | 37’ Sidwell |

| Arbitro: | Andre Marriner |

|  |           |          |
|  | Marcatori | 33’ Rose |

| Arbitro: | Phil Dowd |

|                             |           |  |
| Kane 27’ (aut.) Downing 44’ | Marcatori |  |

| Arbitro: | Jonathan Moss |

|                                                   |           |  |
| Paulinho 14’ Baker 35’ (aut.) Adebayor 38’ (rig.) | Marcatori |  |

### FA Cup

#### Trentaduesimi di finale
| Arbitro: | Mark Clattenburg |

|                         |           |  |
| Cazorla 30’ Rosický 61’ | Marcatori |  |

### Football League Cup

#### Sedicesimi di finale
| Arbitro: | Jonathan Moss |

|  |           |                                            |
|  | Marcatori | 45+1’, 90+2’ Defoe 49’ Paulinho 86’ Chadli |

#### Ottavi di finale
| Arbitro: | Jonathan Moss |

|                                                                        |                      |                                                                        |
| Sigurðsson 15’ Kane 107’                                               | Marcatori            | 52’ (aut.) Friedel 99’ McShane                                         |
| Sigurðsson Defoe Vertonghen Lamela Kane Paulinho Kaboul Dembélé Walker | Tiri di rigore 8 – 7 | McLean Quinn Boyd Gedo Proschwitz Meyler Rosenior McShane Al-Muhammadi |

#### Quarti di finale
| Arbitro: | Neil Swarbrick |

|              |           |                      |
| Adebayor 67’ | Marcatori | 80’ Jarvis 85’ Maïga |

### UEFA Europa League

#### Play-off
| Arbitro: | Pol van Boekel |

|  |           |                                                     |
|  | Marcatori | 12’ Townsend 44’ Paulinho 58’, 68’ Soldado 65’ Rose |

| Arbitro: | Luca Banti |

|                             |           |  |
| Defoe 40’, 45+2’ Holtby 69’ | Marcatori |  |

#### Fase a gironi
| Arbitro: | Libor Kovařík |

|                            |           |  |
| Defoe 21’, 29’ Eriksen 86’ | Marcatori |  |

| Arbitro: | Bülent Yıldırım |

|  |           |                      |
|  | Marcatori | 34’ Defoe 39’ Chadli |

| Arbitro: | Liran Liany |

|  |           |                          |
|  | Marcatori | 12’ Vertonghen 75’ Defoe |

| Arbitro: | Kenn Hansen |

|                             |           |         |
| Lamela 60’ Defoe 67’ (rig.) | Marcatori | 72’ Isa |

| Arbitro: | Yevhen Aranovskiy |

|  |           |                                 |
|  | Marcatori | 63’ (aut.) Čaušević 76’ Dembélé |

| Arbitro: | Stefan Johannesson |

|                                        |           |             |
| Soldado 7’, 16’, 70’ (rig.) Holtby 54’ | Marcatori | 44’ Ewerton |

##### Gruppo K
|                  | TOT   | ANŽ   | SHE   | TRO   |
| Tottenham        |       | 4 - 1 | 2 - 1 | 3 - 0 |
| Anži             | 0 - 2 |       | 1 - 1 | 1 - 0 |
| Sheriff Tiraspol | 0 - 2 | 0 - 0 |       | 2 - 0 |
| Tromsø           | 0 - 2 | 0 - 1 | 1 - 1 |       |

| Squadra          | P.ti | G | V | N | P | GF | GS | DR  |
| ---------------- | ---- | - | - | - | - | -- | -- | --- |
| Tottenham        | 18   | 6 | 6 | 0 | 0 | 15 | 2  | +14 |
| Anži             | 8    | 6 | 2 | 2 | 2 | 4  | 7  | -3  |
| Sheriff Tiraspol | 6    | 6 | 1 | 3 | 2 | 5  | 6  | -1  |
| Tromsø           | 1    | 6 | 0 | 1 | 5 | 1  | 10 | -9  |

- Tottenham e   Anži qualificate ai sedicesimi di finale.

#### Sedicesimi di finale
| Arbitro: | Antonio Mateu Lahoz |

|                        |           |  |
| Konoplyanka 81’ (rig.) | Marcatori |  |

| Arbitro: | Antony Gautier |

|                               |           |             |
| Erisken 56’ Adebayor 65’, 69’ | Marcatori | 48’ Zozulya |

#### Ottavi di finale
| Arbitro: | Jonas Eriksson |

|             |           |                             |
| Eriksen 64’ | Marcatori | 30’ Rodrigo 58’, 84’ Luisão |

| Arbitro: | Damir Skomina |

|                             |           |                 |
| Garay 34’ Lima 90+5’ (rig.) | Marcatori | 78’, 79’ Chadli |

## Statistiche
Statistiche aggiornate all'11 maggio 2014

### Statistiche di squadra
| Competizione   | Punti | In casa | In casa | In casa | In casa | In casa | In casa | In trasferta | In trasferta | In trasferta | In trasferta | In trasferta | In trasferta | Totale | Totale | Totale | Totale | Totale | Totale | DR  |
| Competizione   | Punti | G       | V       | N       | P       | Gf      | Gs      | G            | V            | N            | P            | Gf           | Gs           | G      | V      | N      | P      | Gf     | Gs     | DR  |
| -------------- | ----- | ------- | ------- | ------- | ------- | ------- | ------- | ------------ | ------------ | ------------ | ------------ | ------------ | ------------ | ------ | ------ | ------ | ------ | ------ | ------ | --- |
| Premier League | 69    | 19      | 11      | 3       | 5       | 30      | 23      | 19           | 10           | 3            | 6            | 25           | 28           | 38     | 21     | 6      | 11     | 55     | 51     | +4  |
| FA Cup         | -     | 0       | 0       | 0       | 0       | 0       | 0       | 1            | 0            | 0            | 1            | 0            | 2            | 1      | 0      | 0      | 1      | 0      | 2      | -2  |
| League Cup     | -     | 2       | 0       | 1       | 1       | 3       | 4       | 1            | 1            | 0            | 0            | 4            | 0            | 3      | 1      | 1      | 1      | 7      | 4      | +3  |
| Europa League  | -     | 6       | 5       | 0       | 1       | 16      | 6       | 6            | 4            | 1            | 1            | 13           | 3            | 12     | 9      | 1      | 2      | 29     | 9      | +20 |
| Totale         | -     | 27      | 16      | 4       | 7       | 49      | 33      | 27           | 15           | 4            | 8            | 42           | 33           | 54     | 31     | 8      | 15     | 91     | 66     | +25 |

### Statistiche dei giocatori
| Giocatore       | Premier League | Premier League | Premier League | Premier League | FA Cup   | FA Cup | FA Cup      | FA Cup     | League Cup | League Cup | League Cup  | League Cup | Europa League | Europa League | Europa League | Europa League | Totale   | Totale | Totale      | Totale     |
| Giocatore       | Presenze       | Reti           | Ammonizioni    | Espulsioni     | Presenze | Reti   | Ammonizioni | Espulsioni | Presenze   | Reti       | Ammonizioni | Espulsioni | Presenze      | Reti          | Ammonizioni   | Espulsioni    | Presenze | Reti   | Ammonizioni | Espulsioni |
| --------------- | -------------- | -------------- | -------------- | -------------- | -------- | ------ | ----------- | ---------- | ---------- | ---------- | ----------- | ---------- | ------------- | ------------- | ------------- | ------------- | -------- | ------ | ----------- | ---------- |
| E. Adebayor     | 21             | 11             | 0              | 0              | 1        | 0      | 0           | 0          | 1          | 1          | 1           | 0          | 2             | 2             | 0             | 0             | 25       | 14     | 1           | 0          |
| B. Assou-Ekotto | 0              | 0              | 0              | 0              | 0        | 0      | 0           | 0          | 0          | 0          | 0           | 0          | 0             | 0             | 0             | 0             | 0        | 0      | 0           | 0          |
| G. Bale         | 0              | 0              | 0              | 0              | 0        | 0      | 0           | 0          | 0          | 0          | 0           | 0          | 0             | 0             | 0             | 0             | 0        | 0      | 0           | 0          |
| N. Bentaleb     | 15             | 0              | 2              | 0              | 1        | 0      | 0           | 0          | 0          | 0          | 0           | 0          | 4             | 0             | 0             | 0             | 20       | 0      | 2           | 0          |
| É. Capoue       | 12             | 1              | 1              | 0              | 0        | 0      | 0           | 0          | 1          | 0          | 0           | 0          | 5             | 0             | 1             | 0             | 18       | 1      | 2           | 0          |
| T. Carroll      | 0              | 0              | 0              | 0              | 0        | 0      | 0           | 0          | 0          | 0          | 0           | 0          | 2             | 0             | 0             | 0             | 2        | 0      | 0           | 0          |
| N. Chadli       | 24             | 1              | 1              | 0              | 1        | 0      | 0           | 0          | 3          | 1          | 0           | 0          | 6             | 3             | 0             | 0             | 34       | 5      | 1           | 0          |
| V. Chiricheș    | 17             | 1              | 1              | 0              | 1        | 0      | 0           | 0          | 3          | 0          | 0           | 0          | 3             | 0             | 1             | 0             | 24       | 1      | 2           | 0          |
| S. Coulthirst   | 0              | 0              | 0              | 0              | 0        | 0      | 0           | 0          | 0          | 0          | 0           | 0          | 1             | 0             | 0             | 0             | 1        | 0      | 0           | 0          |
| M. Dawson       | 32             | 0              | 7              | 0              | 1        | 0      | 0           | 0          | 1          | 0          | 0           | 0          | 7             | 0             | 2             | 0             | 41       | 0      | 9           | 0          |
| J. Defoe        | 14             | 1              | 1              | 0              | 0        | 0      | 0           | 0          | 2          | 2          | 1           | 0          | 5             | 7             | 1             | 0             | 21       | 10     | 3           | 0          |
| M. Dembélé      | 28             | 1              | 5              | 0              | 1        | 0      | 0           | 0          | 3          | 0          | 0           | 0          | 9             | 1             | 1             | 0             | 41       | 2      | 6           | 0          |
| C. Eriksen      | 25             | 7              | 3              | 0              | 1        | 0      | 0           | 0          | 1          | 0          | 0           | 0          | 9             | 3             | 1             | 0             | 36       | 10     | 4           | 0          |
| R. Fredericks   | 0              | 0              | 0              | 0              | 0        | 0      | 0           | 0          | 0          | 0          | 0           | 0          | 1             | 0             | 0             | 0             | 1        | 0      | 0           | 0          |
| B. Friedel      | 1              | -1             | 0              | 0              | 0        | 0      | 0           | 0          | 2          | -2         | 0           | 0          | 6             | -5            | 0             | 0             | 9        | -8     | 0           | 0          |
| E. Fryers       | 7              | 0              | 0              | 0              | 0        | 0      | 0           | 0          | 2          | 0          | 0           | 0          | 7             | 0             | 0             | 0             | 16       | 0      | 0           | 0          |
| H. Gomes        | 0              | 0              | 0              | 0              | 0        | 0      | 0           | 0          | 0          | 0          | 0           | 0          | 0             | 0             | 0             | 0             | 0        | 0      | 0           | 0          |
| L. Holtby       | 13             | 1              | 1              | 0              | 0        | 0      | 0           | 0          | 2          | 0          | 0           | 0          | 7             | 2             | 1             | 0             | 22       | 3      | 2           | 0          |
| Y. Kaboul       | 13             | 1              | 1              | 2              | 0        | 0      | 0           | 0          | 1          | 0          | 0           | 0          | 6             | 0             | 0             | 0             | 20       | 1      | 1           | 2          |
| H. Kane         | 10             | 3              | 0              | 0              | 0        | 0      | 0           | 0          | 2          | 1          | 0           | 0          | 7             | 0             | 0             | 0             | 19       | 4      | 0           | 0          |
| E. Lamela       | 9              | 0              | 1              | 0              | 0        | 0      | 0           | 0          | 2          | 0          | 0           | 0          | 6             | 1             | 0             | 0             | 17       | 1      | 1           | 0          |
| A. Lennon       | 27             | 1              | 1              | 0              | 1        | 0      | 0           | 0          | 1          | 0          | 0           | 0          | 4             | 0             | 0             | 0             | 33       | 1      | 1           | 0          |
| H. Lloris       | 37             | -50            | 2              | 0              | 1        | -2     | 0           | 0          | 1          | -2         | 0           | 0          | 6             | -4            | 0             | 0             | 45       | -58    | 2           | 0          |
| K. Naughton     | 22             | 0              | 6              | 0              | 0        | 0      | 0           | 0          | 1          | 0          | 0           | 0          | 11            | 0             | 2             | 0             | 34       | 0      | 8           | 0          |
| S. Parker       | 0              | 0              | 0              | 0              | 0        | 0      | 0           | 0          | 0          | 0          | 0           | 0          | 0             | 0             | 0             | 0             | 0        | 0      | 0           | 0          |
| Paulinho        | 30             | 6              | 4              | 1              | 0        | 0      | 0           | 0          | 2          | 1          | 0           | 0          | 5             | 1             | 0             | 0             | 37       | 8      | 4           | 1          |
| A. Pritchard    | 1              | 0              | 0              | 0              | 0        | 0      | 0           | 0          | 0          | 0          | 0           | 0          | 0             | 0             | 0             | 0             | 1        | 0      | 0           | 0          |
| D. Rose         | 22             | 1              | 4              | 1              | 1        | 0      | 0           | 0          | 1          | 0          | 0           | 0          | 6             | 1             | 1             | 0             | 30       | 2      | 5           | 1          |
| Sandro          | 17             | 1              | 6              | 0              | 0        | 0      | 0           | 0          | 1          | 0          | 0           | 0          | 7             | 0             | 2             | 0             | 25       | 1      | 8           | 0          |
| G. Sigurðsson   | 25             | 5              | 2              | 0              | 0        | 0      | 0           | 0          | 2          | 1          | 0           | 0          | 8             | 0             | 0             | 0             | 35       | 6      | 2           | 0          |
| R. Soldado      | 28             | 6              | 6              | 0              | 1        | 0      | 0           | 0          | 0          | 0          | 0           | 0          | 7             | 5             | 1             | 0             | 36       | 11     | 7           | 0          |
| A. Townsend     | 25             | 1              | 2              | 0              | 0        | 0      | 0           | 0          | 1          | 0          | 0           | 0          | 7             | 1             | 0             | 0             | 33       | 2      | 2           | 0          |
| M. Veljković    | 2              | 0              | 0              | 0              | 0        | 0      | 0           | 0          | 0          | 0          | 0           | 0          | 0             | 0             | 0             | 0             | 2        | 0      | 0           | 0          |
| J. Vertonghen   | 23             | 0              | 4              | 0              | 0        | 0      | 0           | 0          | 2          | 0          | 0           | 0          | 8             | 1             | 3             | 0             | 33       | 1      | 7           | 0          |
| K. Walker       | 26             | 1              | 5              | 0              | 1        | 0      | 0           | 0          | 3          | 0          | 0           | 0          | 4             | 0             | 0             | 0             | 34       | 1      | 5           | 0          |